# Интернирование японцев в Канаде
Интернирование японцев в Канаде — перемещение в лагеря свыше 22 тысяч японцев в Канаде во время Второй мировой войны.
После событий в Пёрл-Харборе 7 декабря 1941 года японцы, проживающие преимущественно в провинции Британская Колумбия, начали подвергаться преследованию. Было конфисковано около 1200 рыбацких лодок, принадлежавших японцам.
24 февраля 1942 года был издан приказ, разрешающий интернировать из 100-мильной зоны вдоль побережья лиц японского происхождения. Им также запрещалось работать в отраслях транспорта и связи, иметь фотоаппараты, огнестрельное оружие и радиоприёмники. Часть японцев перевезли в город Гастингс Парк, где они содержались на территории бывшей национальной выставки в течение нескольких месяцев. Затем они были распределены по 10 лагерям. При этом иногда разделялись семьи.
После войны японцам было запрещено жить в провинции Британская Колумбия. Им предложили депортацию в Японию или переселение в другие районы Канады. Однако после нескольких судебных процессов в 1949 году японцы получили право жить в любых районах страны.
22 сентября 1988 года, спустя месяц после заявления Рональда Рейгана, в котором от имени Правительства США приносились извинения за интернирование, вызванное «расовыми предрассудками, военной истерией и ошибками политического руководства», премьер-министр Брайан Малруни принёс формальные извинения и канадское правительство начало выплату компенсаций. Размер выплаты составил 21 тысячу долларов на человека, кроме того, было восстановлено гражданство депортированным в Японию.